# Бобак, Роман Ярославович
Роман Ярославович Бобак (укр. Роман Ярославович Бобак; род. 1 декабря 1990, Самбор, Львовская область) — украинский футболист, защитник клуба «Ритцинг».

## Биография
Воспитанник днепропетровского высшего училища физической культуры. Первый тренер — Виктор Михайлович Ястребов. В 2007 году подписал контракт с польской командой «Сталь» Жешув. В 2010 году дебютировал в польской Премьер-лиге. В 2016 году вернулся играть на Украину и подписал контракт с командой «Горняк-Спорт». В 2017 году игрок австрийской команды «Аустрия» Клагенфурт.

## Личная жизнь
Женат, в декабре 2016 года родился первый сын. В 2020 году в семье Романа появился второй сын. .